# Gagnef (plaats)
Gagnef is een plaats in de gemeente Gagnef in het landschap Dalarna en de provincie Dalarnas län in Zweden. De plaats heeft 1199 inwoners (2015) en een oppervlakte van 241 hectare. De plaats ligt aan de rivier de Österdalälven, over deze rivier ligt bij Gagnef een vlotbrug.

## Verkeer en vervoer
Bij de plaats loopt de Riksväg 70.
De plaats heeft een station aan de spoorlijn Uppsala - Morastrand.

## Geboren
- Oskar Lindberg (1887-1955), componist

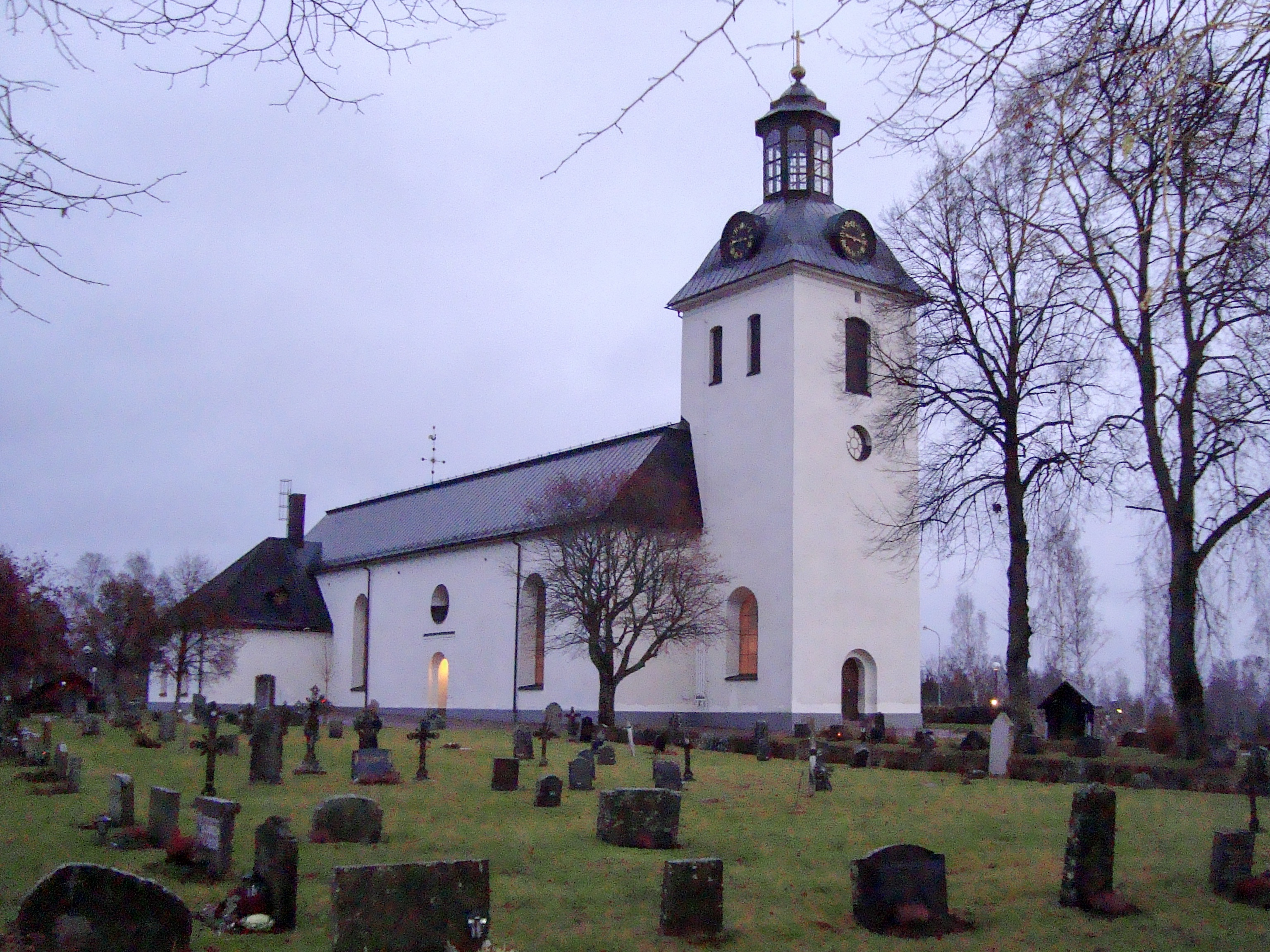
Kerk

- Göte Hagström (1918), atleet